# Kevin Deeromram
Kevin Deeromram (tiếng Thái: เควิน ดีรมรัมย์; sinh ngày 11 tháng 9 năm 1997) là một cầu thủ bóng đá người Thái Lan-Thụy Điển thi đấu ở vị trí hậu vệ trái cho câu lạc bộ Giải bóng đá Ngoại hạng Thái Lan Port và đội tuyển quốc gia Thái Lan.

## Sự nghiệp câu lạc bộ

### Sự nghiệp ban đầu
Deeromram tập luyện tại hệ thống trẻ của Djurgårdens IF Fotboll. Anh thi đấu trong đội hình U-19 và U-21 giữa năm 2014 và năm 2015. Anh được cho mượn đến câu lạc bộ Superettan Åtvidabergs FF vào năm 2016.
Vào tháng 1 năm 2015, Deeromram được cho mượn đến SV Werder Bremen ở Đức. Hợp đồng cho mượn bắt đầu từ 1 tháng 2 đến hết tháng 12 năm 2015.

### Thái Lan
Vào tháng 1 năm 2017, Deeromram quyết định về lại quê hương bằng việc ký hợp đồng với Ratchaburi Mitr Phol F.C. 

## Sự nghiệp quốc tế
Tuy nhiên, anh được phép để thi đấu cho Thái Lan trên đấu trường quốc tế. Ngày 6 tháng 6 năm 2017, anh ra mắt cho Thái Lan trong trận đấu giao hữu trước Uzbekistan.

## Đời sống cá nhân
Deeromram sinh ra ở Stockholm với bố người Thụy Điển và mẹ người Thái Lan, ở Buriram.

## Thống kê sự nghiệp

### Quốc tế
Tính đến 21 tháng 11 năm 2023
| Đội tuyển quốc gia | Năm  | Số trận | Bàn thắng |
| ------------------ | ---- | ------- | --------- |
| Thái Lan           |      |         |           |
| 2017               | 1    | 0       |           |
| 2023               | 3    | 0       |           |
| Tổng               | Tổng | 4       | 0         |

## Danh hiệu

### Quốc tế
U-23 Thái Lan
- Sea Games  Huy chương Vàng (1); 2017